# Духцов
Духцов (на чешки: Duchcov; на немски: Dux) е град в окръг Теплице в Устецки край, Чехия. Има около 8700 жители. Духцов е известен с двореца Духцов. Историческият център на града с дворцовия комплекс е добре запазен и е защитен от закона като градски паметник.

## География
Духцов се намира на около 6 км югозападно от Теплице и на 20 км югозападно от Усти над Лабем. Намира се в Мостовия въглищен басейн. През града минава реката Лоученски. Градът е заобиколен от няколко естествени и изкуствени езера.

## История
Първото писмено споменаване на Духцов е от 1207 г. и използва по-старото име на селището – Храбишин. Името „Духцов“ се споменава за първи път през 1240 г. През XIV век Духцов е крепостен град, заобиколен от стени с три порти. По това време в града е имало романска църква „Свети Георги“ и Доминикански манастир. В началото на XV и XVI век Духцов става седалище на собствениците на имението, семейство Каплирж от Сулевице, а през XVI век семейство Лобковиц придобива Духцов. След като неин представител се жени за вдовица от фамилията Лобковиц, фамилията Валенщайн придобива града.
През 1675 г. в града е създадена пивоварна. През 1763 г. край града е открита първата въглищна мина. През XIX век Духцов придобива индустриален облик. Създадени са захарна фабрика и фабрика за порцелан. През 1867 г. е построена железницата, което дава възможност за бързо развитие на въгледобива. Поради притока на работници от вътрешността на страната градът с немско мнозинство се трансформира в чешки град.
До 1918 г. Духцов е част от Австро-Унгария.
През 1918 г. Духцов става част от независима Чехословакия. През 1938 г., в резултат на Мюнхенското споразумение, градът е отстъпен на Нацистка Германия и се администрира като част от Райхсгау Судети. През май 1945 г., след освобождението на Чехословакия, Духцов се връща под чехословашка администрация. Судетското немско население е прогонено през 1945 г. и е заменено от чешки заселници.

## Население
Статистика на числеността на населението от 1869 г.
| \| Година на преброяване \| Численост \| \| --------------------- \| --------- \| \| 1869 \| 3532 \| \| 1880 \| 7689 \| \| 1890 \| 10 473 \| \| 1900 \| 12 867 \| \| 1910 \| 13 207 \| \| 1921 \| 13 374 \| \| 1930 \| 13 806 \| \| 1950 \| 8701 \| \| 1961 \| 9417 \| \| 1970 \| 9988 \| \| 1980 \| 10 257 \| \| 1991 \| 8913 \| \| 2001 \| 8780 \| \| 2011 \| 8487 \| \| 2021 \| 8506 \| |           |
| Година на преброяване | Численост |
| 1869 | 3532      |
| 1880 | 7689      |
| 1890 | 10 473    |
| 1900 | 12 867    |
| 1910 | 13 207    |
| 1921 | 13 374    |
| 1930 | 13 806    |
| 1950 | 8701      |
| 1961 | 9417      |
| 1970 | 9988      |
| 1980 | 10 257    |
| 1991 | 8913      |
| 2001 | 8780      |
| 2011 | 8487      |
| 2021 | 8506      |

## Транспорт
Духцов се намира на железопътната линия Дечин – Кадан.

## Забележителности
Основната забележителност на града е дворецът Духцов. Замъкът е построен през XIII век като крепост и по-късно е преустроен в неокласически стил. Защитен е като национален паметник на културата. Днес замъкът е собственост на държавата. Отворен е за посетители и предлага обиколки с екскурзовод.
Църквата „Благовещение на Дева Мария“ се намира до замъка, на площад „Република“ в историческия център. Построена е в бароков стил през 20-те години на XVIII век. Сред другите ценни сгради на площада са фонтанът със статуята на свети Флориан от 1728 г. и колоната на Света Троица, построена през 1750 – 1760 г.

## Личности
- Джакомо Казанова (1725 – 1798), италиански авантюрист; живял и умрял тук
- Бохумил Биджовски (1880 – 1969), чешки математик
- Егон фон Йордан (1902 – 1978), австрийски актьор
- Ива Бударшова (* 1960 г.), чешка тенисистка
- Степан Вахоушек (* 1979 г.), чешки футболист
- Ева Бирнерова (* 1984 г.), решка тенисистка

## Побратимени градове
Духцов е побратимен с:
- Милтенберг, Германия
- Мулда, Германия